# World Games 2022/Rollschuhkunstlauf
Bei den World Games 2022 in Birmingham, Alabama, fanden vom 16. bis 17. Juli insgesamt drei Wettbewerbe im Rollkunstlauf statt, jeweils einer bei den Männern und bei den Frauen sowie ein gemischter Wettbewerb im Paarlauf. Austragungsort war der Birmingham CrossPlex.

## Bilanz

### Medaillenspiegel
| Platz  | Land        | Gold | Silber | Bronze | Gesamt |
| ------ | ----------- | ---- | ------ | ------ | ------ |
| 1      | Italien     | 1    | 2      | —      | 3      |
| 2      | Spanien     | 1    | 1      | 1      | 3      |
| 3      | Portugal    | 1    | —      | —      | 1      |
| 4      | Deutschland | —    | —      | 1      | 1      |
| 4      | Kolumbien   | —    | —      | 1      | 1      |
| Gesamt | Gesamt      | 3    | 3      | 3      | 9      |

### Medaillengewinner
| Disziplin     | Gold                                      | Silber                                           | Bronze                                 |
| ------------- | ----------------------------------------- | ------------------------------------------------ | -------------------------------------- |
| Einzel Männer | Pau García (ESP)                          | Alessandro Liberatore (ITA)                      | Tim Schubert (GER)                     |
| Einzel Frauen | Rebecca Tarlazi (ITA)                     | Andrea Silva (ESP)                               | Carla Escrich (ESP)                    |
| Paarlauf      | PortugalAna Luisa Monteiro Pedro Monteiro | ItalienAsya Sofia Testoni Giovanni Piccolantonio | KolumbienBrayan Carreno Daniela Gerena |